# Alpen Cup kobiet w kombinacji norweskiej 2018/2019
Alpen Cup kobiet w kombinacji norweskiej 2018/2019 to czwarta edycja tego cyklu zawodów. Rywalizacja rozpoczęła się 6 sierpnia 2018 r. w niemieckim Klingenthal, a zakończyła się 10 marca 2019 r. we francuskim Chaux-Neuve. Zawody były rozgrywane w Niemczech, Włoszech, Austrii, Szwajcarii i Francji.
Tytułu z poprzedniej edycji broniła Niemka Jenny Nowak. W tym sezonie najlepsza okazała się Włoszka Daniela Dejori.

## Kalendarz i wyniki
| Lp. | Data                | Miejscowość   | Dystans                | 1. miejsce                                            | 2. miejsce                                             | 3. miejsce                                                |
| --- | ------------------- | ------------- | ---------------------- | ----------------------------------------------------- | ------------------------------------------------------ | --------------------------------------------------------- |
| 1.  | 6 sierpnia 2018     | Klingenthal   | Gundersen HS85/3 km    | Daniela Dejori                                        | Sophia Maurus                                          | Lena Prinoth                                              |
| 2.  | 10 sierpnia 2018    | Bischofsgrün  | Gundersen HS71/5 km    | Lisa Hirner                                           | Emilia Görlich                                         | Sophia Maurus                                             |
| 3.  | 6 października 2018 | Val di Fiemme | Gundersen HS106/5 km   | Jenny Nowak                                           | Lisa Hirner                                            | Annika Sieff                                              |
| 4.  | 7 października 2018 | Val di Fiemme | Gundersen HS106/2,5 km | Lisa Hirner                                           | Jenny Nowak                                            | Annika Sieff                                              |
| 5.  | 22 grudnia 2018     | Villach       | Gundersen HS98/5 km    | Lisa Hirner                                           | Daniela Dejori                                         | Emily Schneider                                           |
| 6.  | 23 grudnia 2018     | Villach       | Gundersen HS98/2,5 km  | Lisa Hirner                                           | Ema Volavšek                                           | Silva Verbic                                              |
| 7.  | 12 stycznia 2019    | Schonach      | Gundersen HS106/5 km   | Ema Volavšek                                          | Anna Jäkle                                             | Maria Gerboth                                             |
| 8.  | 13 stycznia 2019    | Schonach      | Gundersen HS106/2,5 km | Annika Sieff                                          | Anna Jäkle                                             | Daniela Dejori                                            |
| 9.  | 10 lutego 2019      | Kandersteg    | HS74/3x2 km            | Niemcy II Cindy Haasch · Anna Jaekle · Emilia Görlich | Niemcy I Emily Schneider · Jenny Nowak · Maria Gerboth | Austria I Annalena Slamik · Johanna Bassani · Lisa Hirner |
| 10. | 9 marca 2019        | Chaux-Neuve   | Gundersen HS60/5 km    | Daniela Dejori                                        | Emily Schneider                                        | Ema Volavšek                                              |
| 11. | 10 marca 2019       | Chaux-Neuve   | Gundersen HS60/2,5 km  | Annika Sieff                                          | Léna Brocard                                           | Emma Tréand                                               |

## Klasyfikacja generalna
| M.    | Zawodnik        | Punkty |
| ----- | --------------- | ------ |
| 1.    | Daniela Dejori  | 592    |
| 2.    | Annika Sieff    | 561    |
| 3.    | Ema Volavšek    | 522    |
| 4.    | Lisa Hirner     | 520    |
| 5.    | Emily Schneider | 339    |
| 6.    | Silva Verbic    | 299    |
| 7.    | Maria Gerboth   | 282    |
| 8.    | Léna Brocard    | 271    |
| 9.    | Emma Tréand     | 259    |
| 10.   | Anna Jäkle      | 250    |
| . . . |                 |        |
| 27.   | Joanna Kil      | 34     |

| Lp. | Drużyna         | Punkty |
| --- | --------------- | ------ |
| 1.  | Niemcy          | 1767   |
| 2.  | Włochy          | 1388   |
| 3.  | Słowenia        | 1214   |
| 4.  | Austria         | 1020   |
| 5.  | Francja         | 697    |
| 6.  | Czechy          | 40     |
| 7.  | Polska          | 34     |
| 8.  | Wielka Brytania | 20     |